# Wiedingharde

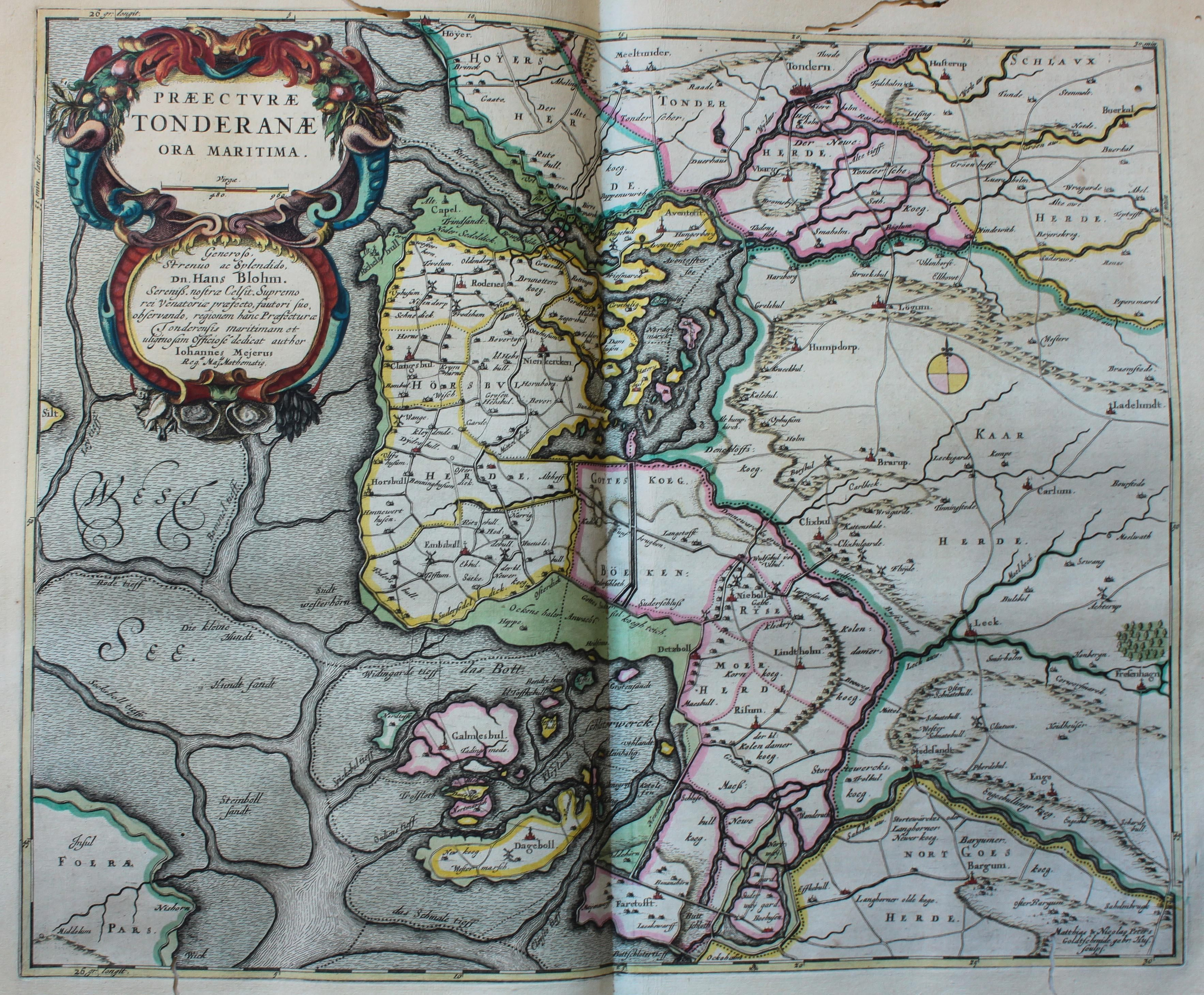
Die Wiedingharde (in der Mitte der Karte gelb umrandet) auf einer Karte von 1659 im Atlas Maior

Die Wiedingharde (dänisch Viding Herred) ist ein ehemaliger unterer Verwaltungsbezirk (Harde) in Nordfriesland im Herzogtum Schleswig. Zur Wiedingharde gehören die Dörfer Rodenäs, Aventoft, Klanxbüll, Neukirchen und Emmelsbüll-Horsbüll.
Der heutige Name, der sich vom Flüsschen Wiedau ableitet, das die Harde nach Norden begrenzt, ist erst seit dem 17. Jahrhundert überliefert. Im Mittelalter hieß die Harde Horsebuheret (Horsbüllharde).

## Geschichte
Während die nordfriesische Geest bereits zur Jungsteinzeit besiedelt war, weisen die frühsten Spuren von Siedlungen in der Wiedingharde auf die Völkerwanderungszeit. Diese ersten Siedlungen lagen im Gebiet von Emmelsbüll-Horsbüll und befanden sich anfangs auf flachen Boden, wuchsen aber im Laufe der Zeit zu Großwarften. Die einwandernden Friesen im frühen Mittelalter legten dann gezielt Siedlungen auf Warftreihen an. Der Ursprung der Harden als Verwaltungseinheiten der Uthlande liegt vermutlich schon in der Wikingerzeit.

### Mittelalter
Die heutige Wiedingharde wurde erstmals 1231 im Erdbuch des dänischen Königs Valdemar II. Sejr nach dem damaligen Zentralort Horsbüll als Horsebuheret erwähnt. Im Laufe des Mittelalters ging durch Sturmfluten immer mehr Land verloren, bis nur noch eine Insel übrig war, deren ehemaliger Mittelpunkt nun am westlichen Rand lag. Diese Insel besaß jedoch im Nordosten eine natürliche Verbindung über mehrere Sanderinseln durch das verlandete Watt zum Festland. Nach einer Vorschrift des Königs Erik VI. Manved gegen Ende des 13. Jahrhunderts sollte diese Verbindung durch einen Damm, auf dem auch Markt- und Gerichtstage stattfinden sollten, befestigt werden. Ein Überrest dieses Damms wurde später in den Deich des Brunottenkoogs einbezogen. Auch zur Bökingharde gab es zu diesem Zeitpunkt noch eine Landverbindung.
1359 setzte Valdemar IV. Atterdag statt eines einheimischen Hardevogts den Kaperkapitän Waldemar Zappy, der in seinen Diensten hansische Schiffe überfiel, als Staller (Verwalter) über die Wiedingharde ein, um zu verhindern, dass sie sich wie die Bökingharde gegen ihn erhob.
Die Zweite Marcellusflut 1362 ließ drei Kirchen vermutlich im Westen der Wiedingharde untergehen, von denen nur Wippenbüll namentlich genannt ist. Zum Schutz umrandeten die Bewohner 1436 das übriggebliebene Land mit einem durchgehenden Deich, dem sogenannten Goldenen Ring, der noch heute als Deich um den Alten Wiedingharder Koog erhalten ist. Durch diese Eindeichung – übrigens die erste Rundum-Eindeichung eines Kooges – wurde erstmals intensive Landwirtschaft möglich. Das östlich davon verhältnismäßig geschützt auf Warften liegende Dorf Neukirchen blieb dabei außen vor.
Während der Herrschaft des holsteinischen Grafen Heinrich IV. im Herzogtum Schleswig versammelten sich 1426 Vertreter der Wiedingharde, der Bökingharde, von Strand, Sylt und Föhr und zeichneten die Siebenhardenbeliebung auf. Die Rechtsaufzeichnung besagte, dass sie ihre Rechtsautonomie behalten wollten. Die Siebenhardenbeliebung blieb in Geltung, bis sie 1572 durch das Nordstrander Landrecht ersetzt wurde, das wiederum erst 1900 durch das Bürgerliche Gesetzbuch abgelöst wurde.

### Eindeichungen und Sturmfluten
Mit der Eindeichung des Gotteskooges 1566 gehörte die Wiedingharde wieder zum Festland und war wenigstens von Osten relativ sicher vor Sturmfluten. Im großen Stile besiedelt und bewirtschaftet werden konnte der neue Koog, besonders der zur Wiedingharde gehörende nördliche Teil, jedoch erst nach der Entwässerung in den 1920er Jahren.

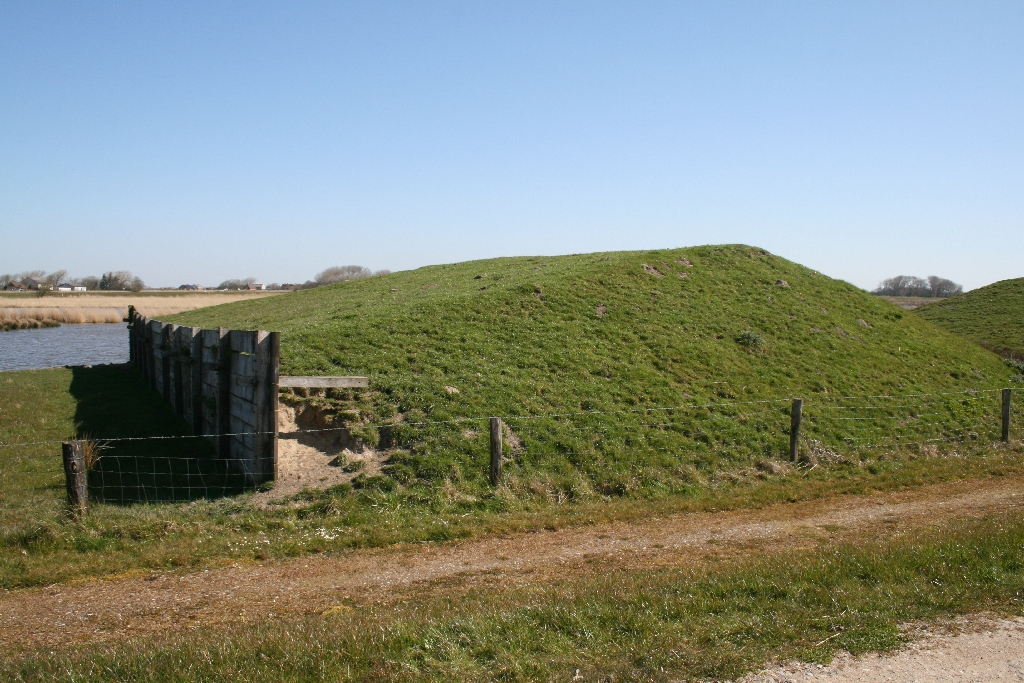
Stackdeich, wie er im 16. Jahrhundert dort gebaut wurde, wo kein Vorland mehr vorhanden war

1615 ging das nördlichste Dorf, das westlich außerhalb des Goldenen Rings liegende Rickelsbüll mit der Hälfte seiner Einwohner in einer Sturmflut unter, nachdem es bereits in den Jahrzehnten zuvor mehrmals überflutet worden war. Die übrigen Wiedingharder Dörfer hatten den Rickelsbüllern sowohl Hilfe bei der Reparatur ihres Deiches, als auch die Ansiedlung in ihren Gemeinden verweigert. Stattdessen hatte sie den Goldenen Ring verstärkt. Ausstattungsteile der Kirche finden sich in den Kirchen von Rodenäs und Galmsbüll. Nach Rickelsbüll ist der Rickelsbüller Koog benannt. Im selben Jahr gelang im Nordosten der Harde die Eindeichung des Landzuwachses in der Bucht zwischen dem alten Koog und Gotteskoog zum Brunottenkoog, drei Jahre später die Eindeichung des Emmelsbüller Kleinen Koogs.
Bei der Zweiten Groten Mandränke kam die Wiedingharde recht glimpflich davon. Nur 143 Menschen verloren ihr Leben. Trotzdem ging es im 17. Jahrhundert wirtschaftlich bergab. 1681 wurde der Christian-Albrechts-Koog eingedeicht. Auch Wiedingharder Bauern hatten sich am Oktroy beteiligt und erhielten neues Land. Seit 1692 sicherte der Alte Friedrichenkoog das Land im Norden. Bei der Weihnachtsflut 1717 wurde die Harde komplett überflutet. Wie viele Menschenleben diese Flut im Bereich der Wiedingharde kostete, ist jedoch nicht überliefert.
Nachdem Anfang des 19. Jahrhunderts der Wiedingharder Seedeich verstärkt wurde, richtete die Halligflut 1825 keine Schäden an. Die Folgen der Napoleonischen Kriege aber zusammen mit mehreren Missernten führten dazu, dass allein in den Jahren 1827 bis 1829 mehr als 70 Höfe Konkurs anmeldeten. Viele wanderten nach Amerika aus. 1830 begannen „Goldene Jahrzehnte“ für die Landwirtschaft.

### Nach der preußischen Annexion
Mit der Annexion Schleswig-Holsteins durch Preußen nach dem Preußisch-Österreichischen Krieg 1867 wurde die Harde in eine Hardesvogtei umgewandelt und schließlich mit Bildung der Amtsbezirke 1889 ganz aufgelöst. Die neuen Amtsbezirke Emmelsbüll und Neukirchen wurden dem Kreis Tondern angegliedert.
Bei der Volksabstimmung in Schleswig nach dem Ersten Weltkrieg gehörte die Wiedingharde zur Zone II des Abstimmungsgebietes. Die Gemeinden stimmten mit teils sehr großer Mehrheit für Deutschland. Die seit 1889 zum Amtsbezirk Neukirchen gehörenden Dörfer Ruttebüll, Seth und Uberg lagen dagegen in der Zone I und fielen an Dänemark, obwohl sich eine Mehrheit für den Verbleib bei Deutschland ausgesprochen hatte.
1925 wurden im Zusammenhang mit dem Bau des Hindenburgdamms der Neue Wiedingharder Koog mit einer Nutzfläche von 260 ha und der Dreieckskoog mit 62 ha miteingedeicht. Bei der Eindeichung des Friedrich-Wilhelm-Lübke-Koog 1954 wurde der alte Deich zwischen Altem und Neuem Wiedingharder Koog abgetragen, um als Material für den neuen Seedeich zu dienen. Deshalb ist der Neue Wiedingharder Koog nicht mehr als Koog zu erkennen. Die neue Gemeinde Friedrich-Wilhelm-Lübke-Koog wurde Teil des Amtes Emmelsbüll.
1967 fusionierten die Ämter Emmelsbüll und Neukirchen zum Amt Wiedingharde, ein Amt im Kreis Nordfriesland, dessen Namensgeber die Harde war. 2008 ging das Amt Wiedingharde im Amt Südtondern auf.